# Felicitas van Pruisen

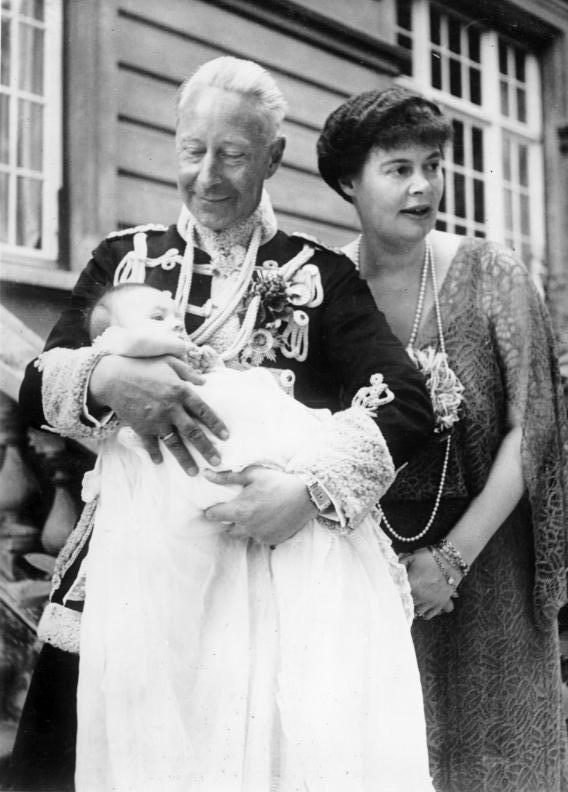
Felicitas als baby met haar grootouders Wilhelm en Cecilie

 Felicitas Cecilie Alexandrine Helene Dorothea van Pruisen (Bonn, 7 juni 1934 - Wohltorf, 1 augustus 2009) was de oudste dochter van Wilhelm van Pruisen (1906-1940) (zelf de oudste kleinzoon van de laatste Duitse keizer Wilhelm II), en van Dorothea van Salviati. Felicitas van Pruisen was tweemaal gehuwd:
- in 1958 met en in 1972 gescheiden van Dinnies Karl Friedrich von der Osten (Köslin, 21 mei 1929-Bad Godesberg, 5 januari 2022), zoon van Karl August von der Osten (1892-1977) en van Wilhelmine von Boddien (1893-1945)
  - Friederike Thyra Marion Wilhelmine Dorothea von der Osten (1959)
  - Dinnies Wilhelm Karl Alexander von der Osten (1962-1989)
  - Hubertus Christoph Joachim Friedrich von der Osten (1964)
  - Cecilie Felicitas Katherina Sophie von der Osten (1967)

- in 1972 met Jorg Hartwig von Nostitz-Wallwitz (Verden, 26 september 1937-), zoon van generaal-majoor Gustav Adolf von Nostitz-Wallwitz (1898-1945) en van Renata Rachals (1906-)
  - Diana Renata Friederike von Nostitz-Wallwitz (1974)

Felicitas overleed op 75-jarige leeftijd in Wohltorf, Duitsland op 1 augustus 2009. Haar familie heeft geen doodsoorzaak vrijgegeven. Ze werd begraven in Aumühle.